# Ambrácia

Ambrácia na antiguidade

Ambrácia, por vezes Amprácia (em grego:  antigo Ἀμπρακία; moderno Αμβρακία), era uma antiga colónia coríntia, situada a cerca de 12 km do golfo Ambraciano na Grécia, numa curva do rio Aractos, sobre uma fértil planície arborizada.
Foi fundada por Gorgos, filho do tirano coríntio Cípselo, entre 650 e 625 a.C.. Após a expulsão de Periandro, o seu governo tornou-se uma democracia forte. Inicialmente a política de Ambrácia era determinada pela sua lealdade a Corinto (provavelmente servia de entreposto comercial de Corinto no comércio no Epiro), a sua consequente aversão por Corfu, e pelas disputas fronteiriças com Anfilóquia e Acarnánia. Teve um papel proeminente na Guerra do Peloponeso até à derrota esmagadora sofrida em Idomene (426), frente às tropas de Acarnánia comandadas por Demóstenes.
No século IV a.C. continuou a sua política tradicional, mas em 338 a.C. rendeu-se a Filipe II da Macedónia. Após quarenta e três anos de autonomia sob macedónio tornou-se a capital de Pirro, rei de Epiro, que ali construiu um palácio, templos e teatros. Nas guerras de Filipe V da Macedónia e os epirotas contra a Liga da Etólia (em 220 - 205 a.C.), Ambrácia passou de aliança em aliança até finalmente se juntar à Liga Etólia.
Após ser capturada e saqueada por Marco Fúlvio Nobilior na primavera de 189 a.C., ficou reduzida à insignificância. Os seus habitantes restantes foram deportados para Nicópolis, entretanto fundada por Augusto. No século XI é fundado novo assentamento no mesmo local sob o nome de Arta.